# Ranunculus triternatus
Ranunculus triternatus là một loài thực vật có hoa trong họ Mao lương. Loài này được A. Gray miêu tả khoa học đầu tiên năm 1886.